# ズビグネフ・ブレジンスキー
ズビグネフ・カジミエシュ・ブレジンスキー（Zbigniew Kazimierz Brzezinski または Brzeziński [ˈzbɪɡnjɛv brəˈʒɪnski], 1928年3月28日 - 2017年5月26日）は、アメリカ在住の政治学者。1966年から1968年まで、リンドン・ジョンソン大統領の大統領顧問を務め、1977年から1981年までカーター政権時の第10代国家安全保障問題担当大統領補佐官を務めたことで知られる。

ポーランド出身、カナダ育ち。1958年にアメリカ市民権を取得。
ポーランド貴族だったブレジンスキー家の高貴な血筋を受け継いでおり、ポーランドに生まれ外交官だった父親に伴われてベルリンでアドルフ・ヒトラーの台頭を目撃し、その後父親のモスクワ赴任に伴いヨシフ・スターリンの大粛清を経験。1938年のカナダ赴任によりカナダで育ち、最終的にアメリカに定住することとなった。ブレジンスキーは祖国ポーランドがドイツに侵略されただけでなく、第二次世界大戦後はソ連体制下に置かれていることから、ソ連を心底憎悪しており、何としてもソ連を打倒したいという強烈な意志に燃えていたという。1988年から1997年にはNED（全米民主主義基金）理事を務めており、ベルリンの壁崩壊やソ連崩壊などにも関与していたとされる。

## 経歴

### 生い立ち

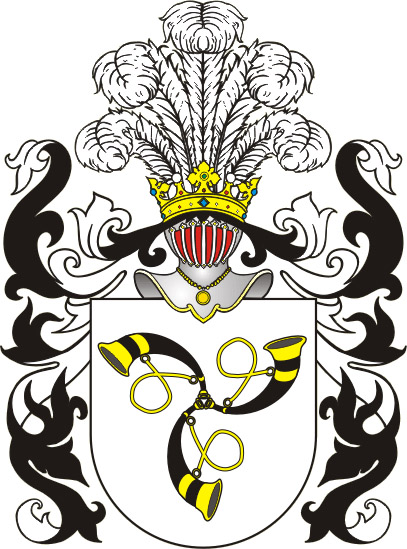
ブジェジンスキ家の紋章「トロンビィ（Trąby coat of arms）」。ラジヴィウ家なども使っている。

ポーランドのワルシャワに「ズビグニェフ・カジミェシュ・ブジェジンスキ（Zbigniew Kazimierz Brzeziński [ˈzbʲiɡɲɛf kaˈʑimʲɛʂ bʐɛˈʑiɲskʲi] ( 音声ファイル)）」として生まれる。ブジェジンスキ家は、現在はウクライナ領となっているブジェジャヌィ（Brzeżany）を故地とし、3つのホルンをあしらった「トロンビィ」紋章を持つポーランドの名門シュラフタ。
外交官だった父タデウシュ・ブジェジンスキは1931年から1935年までベルリンに赴任、ズビグニェフも父と共にドイツで過ごし、アドルフ・ヒトラー率いるナチス党の台頭とその強引な政治手法を目撃した。

### カナダへ
その後タデウシュは一家とともにモスクワに赴任。当時のソビエト連邦ではヨシフ・スターリンによる大粛清の嵐が吹き荒れており、ズビグニェフはまたもや独裁者による恐怖政治を目撃することとなった。
その後父タデウシュは1938年にカナダへ赴任することになり、一家もカナダに移住、1939年にドイツがポーランドに侵攻したため、一家はポーランドに帰国できなくなった。第二次世界大戦後も共産主義者によって祖国ポーランドが支配されたため帰国が実現することはなかった。

### コロンビア大学教授
カナダで成長したブレジンスキーは、マギル大学で学部と大学院修士課程を修了し、ハーバード大学大学院に進学する。ハーバード大学大学院では同じく欧州からの移住者であった政治学者カール・フリードリッヒに師事し、1953年に博士号を取得する。さらにのちに駐日大使となる日本生まれの東洋史研究者のエドウィン・O・ライシャワーにも学んだ。学位取得後はハーバード大学で教鞭をとったが、テニュア（終身雇用）を得ることができなかったことからコロンビア大学に移り、同学の教授（1960年～1989年）として共産主義圏の政治・外交の研究を行なう。
ブレジンスキーは1950年代より、ソ連の政治体制を、1) 全体主義イデオロギーの支持、2) 一党独裁、3) 秘密警察組織の浸透、4) マス・コミュニケーション手段の体制による支配、5) 武力の体制による独占、6) 中央集権的統制経済などの特徴を有する「全体主義体制」の一つであり、従来の独裁や権威主義体制とは異なるものと位置づけた。1940年代まで、全体主義という概念はナチス党政権下のドイツやファシスト政権下のイタリアを論じるために用いられる一方、ソ連研究には用いられていなかった概念であり、ブレジンスキーの研究は同時代に発表されたハンナ・アーレントの『全体主義の起源』などと呼応する形で、これらの体制間の比較研究に地平を開くこととなった。
また、1971年には日本に半年間在住した後に、急速な経済発展を遂げた日本が政治外交領域ではいまだに独立した行動をとる力を持っていない「ひよわな花」であると論じ、日本で大きな注目を浴びた。冷戦後に発表した『ブレジンスキーの世界はこう動く』 でも、日本に対する基本的な見方は継承されている。
研究の一方、1960年の大統領選挙以降、歴代大統領選で民主党候補者陣営の外交問題顧問に加わる、日米欧三極委員会の創設に携わるなど、実務面でも力を発揮した。この面では共和党と深い関係を持っていたヘンリー・キッシンジャーと並び称されることが多い。

### カーター大統領補佐官

ホワイトハウス内でカーターやヴァンス、モンデールと語るブレジンスキー（右/1977年）

1976年の大統領選においてカーターの外交政策アドバイザーを務め、カーター政権発足後に国家安全保障問題担当大統領補佐官に就任。反共主義者ながら、一方で中華人民共和国との米中国交正常化に取り組み、後にG2論者 にもなってることから親中派であったとされる。
ハト派の多い民主党の中では異色のタカ派（リベラルホーク）でもあり、ソ連のアフガニスタン侵攻に対するムジャヒディンの支援やペルシャ湾をアメリカの権益と見做して中東への軍事介入も掲げたカーター・ドクトリンを策定した。政権内ではサイラス・ヴァンス国務長官と外交政策を巡って対立することが多く、ヴァンスは中華人民共和国との会談の場でも疎外されるようになり、1979年のイランアメリカ大使館人質事件の対応をめぐって対立は決定的になった。結局、カーターの信任を勝ち取ったのはブレジンスキーで、ヴァンスは政権から追い出されるかたちで1980年に辞任することになった。
後任の国務長官には、故郷ポーランドからの移民の子であるエドマンド・マスキー上院議員を支持する。後にはマスキーを民主党大統領候補に推している。
さらに、レフ・ヴァウェンサをリーダーに、ソ連による支配に対抗したポーランドの独立自主管理労働組合「連帯」を積極的に支持し、ポーランド出身だった当時のローマ教皇ヨハネ・パウロ2世とも密に連絡を取り合っていたため、事実上1989年の東欧革命の最大の黒幕ともいわれている。

### 辞任後

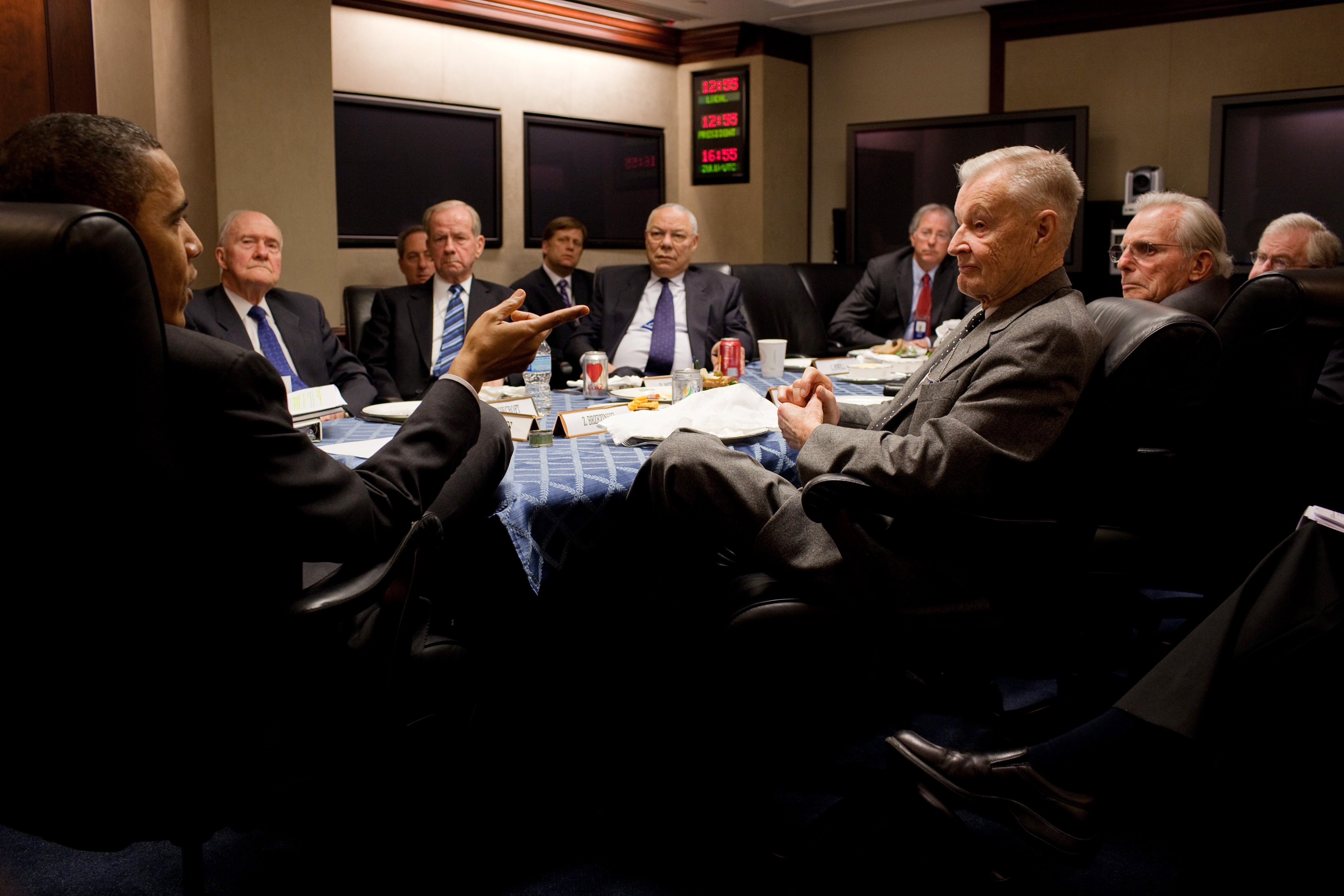
オバマらと語るブレジンスキー（前列左から2番目/2010年）

カーター政権退陣後も現実政治との密接なかかわりを持ち、ジョンズ・ホプキンス大学高等国際問題研究大学院（SAIS）の教授を務める傍ら、戦略国際問題研究所顧問として「チェチェンに平和をアメリカ委員会」の共同代表を務めた。いわゆるネオコンとは連絡を取り合いながらも一線を画していた。
1990年代の雑誌インタビューで、日本は民主主義と人権尊重を推進することで世界の安定と国際協調を目指す方が、防衛力を増強したりPKOに参加することよりも好ましいとも、日本が経済以外の分野でアメリカと肩を並べるような超大国となることはない、とも述べている。
著書『The Choice』（2004年）の中で「アメリカのWASPの優位は既に完全に崩れ、WASP勢力に代わって、アメリカで支配的な勢力になったのはユダヤ人勢力である」と述べている。
2008年の大統領選で当選する民主党候補バラク・オバマ陣営の外交顧問を務めるなど、現代アメリカ政治に隠然たる力を及ぼしていた。2013年にはシリア内戦に対するアメリカの武力介入への反対を表明しており、オバマ政権は結局シリアへの攻撃を諦めた。

### 晩年
2016年には民間人としては最高栄誉の、アメリカ国防総省公共サービス栄誉賞を受賞した。2017年5月26日に、バージニア州の病院において89歳で死去したと報道された。米外交界の重鎮として知られ、その実績から、ヘンリー・キッシンジャー元国務長官と並ぶ戦略思想家だったとする評価もされている。

## 日本の番組出演
1990年2月、NHKの特別番組『90年代ソビエトはどうなる』に出演する。同番組は米ソ両国の要人が偶然にも日本に滞在していることを知ったNHKが企画した特別番組で、ブレジンスキーはゴルバチョフ側近として知られたソ連外務省情報局長ゲンナージー・ゲラシーモフと対談を行なった。

## 家族
- 長女: ミカ・ブレジンスキー

MSNBC朝の報道番組の生放送本番で、収監されていたパリス・ヒルトンの仮釈放に関するニュース原稿を「こんなニュースは読む価値が無い」と拒否したうえ、ライターで燃やそうとして止められ、最終的には破り捨てたうえシュレッダーにかけたことで話題となったニュースキャスター。同番組には時折ズビグネフも解説者として登場し、娘を逆に困らせたりしている。
- 長男: マーク・ブレジンスキー（英語版）

外交専門家。弁護士。ダートマス大学を卒業後、イギリス・オックスフォード大学で政治学博士号を取得。ビル・クリントン政権でアメリカ国家安全保障会議ロシア＝ユーラシア局長。バラク・オバマの外交政策顧問、アメリカ合衆国駐スウェーデン大使、2022年1月よりアメリカ合衆国駐ポーランド大使。現在、McGuireWoodsのパートナー。

## 著書

### 単著
- The Permanent Purge: Politics in Soviet Totalitarianism, (Harvard University Press, 1956).

皆藤幸蔵訳『ソヴェト全体主義と粛清』（時事通信社, 1957年）
- The Soviet Bloc: Unity and Conflict, (Harvard University Press, 1960).

山口房雄訳『ソビエト・ブロック――その統一と対立の歴史』（弘文堂, 1964年）
- Ideology and Power in Soviet Politics, (Praeger, 1962).
- Alternative to Partition: for a Broader Conception of America's Role in Europe, (McGraw-Hill, 1965).
- Peaceful Engagement in Europe's Future, (School of International Affairs, Columbia University, 1965).
- Between Two Ages: America's Role in the Technetronic Era, (Viking Press, 1970).

直井武夫訳『テクネトロニック・エージ――21世紀の国際政治』（読売新聞社, 1972年）
- International Politics in the Technetronic Era, (Sophia University, 1971).
- The Fragile Blossom: Crisis and Change in Japan, (Harper and Row, 1972).

大朏人一訳『ひよわな花・日本――日本大国論批判』（サイマル出版会, 1972年）
- Power and Principle: Memoirs of the National Security Adviser 1977-1981, ( Weidenfeld and Nicolson, 1983).
- Game Plan: A Geostrategic Framework for the Conduct of the U.S.-Soviet Contest, (Atlantic Monthly Press, 1986).

鈴木康雄訳『ゲーム・プラン――核戦略時代の米ソ対決理論』（サイマル出版会, 1988年）
- In Quest of National Security, (Westview Press, 1988).
- The Grand Failure: the Birth and Death of Communism in the Twentieth Century, (Scribner, 1989).

伊藤憲一訳『大いなる失敗――20世紀における共産主義の誕生と終焉』（飛鳥新社, 1989年）
- Out of Control: Global Turmoil on the Eve of the Twenty-first Century, (Scribner, 1993).

鈴木主税訳『アウト・オブ・コントロール――世界は混乱へ向かう！』（草思社, 1994年）
- The Grand Chessboard: American Primacy and its Geostrategic Imperatives, (BasicBooks, 1997).

山岡洋一訳『ブレジンスキーの世界はこう動く――21世紀の地政戦略ゲーム』日本経済新聞社, 1998年）
改題『地政学で世界を読む――21世紀のユーラシア覇権ゲーム』（日経ビジネス人文庫, 2003年）
- The Choice: Global Domination or Global Leadership, (Basic Books, 2004).

堀内一郎訳『孤独な帝国アメリカ――世界の支配者か、リーダーか』（朝日新聞社, 2005年）
- Second Chance: Three Presidents and the Crisis of American Superpower, (Basic Books, 2007).

峯村利哉訳『ブッシュが壊したアメリカ――2008年民主党大統領誕生でアメリカは巻き返す』（徳間書店, 2007年）
- Strategic Vision: America and the Crisis of Global Power, (Basic Books, 2012).

### 共著
- Totalitarian Dictatorship and Autocracy, with Carl J. Friedrich, (Harvard University Press, 1956).
- Political Power: USA/USSR, with Samuel P. Huntington, (Viking Press, 1964).
- Democracy Must Work: A Trilateral Agenda for the Decade, with David Owen, Saburo Okita, Michael Stewart and Carol Hansen, (New York University Press, 1984).
- America and the World: Conversations on the Future of American Foreign Policy, with Brent Scowcroft and David Ignatius, (Basic Books, 2009).
- 2014: Loss of Order, with George Soros, (Project Syndicate, 2015).

### 編著
- Africa and the Communist World, (Stanford University Press, 1963).
- Dilemmas of Change in Soviet Politics, (Columbia University Press, 1969).
- Promise or Peril, the Strategic Defense Initiative: Thirty-Five Essays by Statesmen, Scholars, and Strategic Analysts, (Ethics and Public Policy Center, 1986).

### 共編著
- Russia and the Commonwealth of Independent States: Documents, Data, and Analysis, co-edited with Paige Sullivan, (M. E. Sharpe, 1997).